# シュウィンガー効果

強い定常電場が存在すると、電子と陽電子が自発的に生成される。

シュウィンガー効果（シュウィンガーこうか、Schwinger effect）とは、強い電場によって粒子-反粒子対が生成されるという物理現象である。サウター・シュウィンガー効果（Sauter–Schwinger effect）、シュウィンガー機構（Schwinger mechanism）、シュウィンガー対生成（Schwinger pair production）とも呼ばれる。 量子電磁気学 (QED) によって予測されている現象であり、電場が存在すると電子-陽電子対が自発的に生成され、それによって電場の減衰が引き起こされるという。この効果は1931年にフリッツ・サウターによって初めて提案され 、1936年にはヴェルナー・ハイゼンベルクとハンス・ハインリッヒ・オイラーによって重要な理論的進展が与えられ、1951年にジュリアン・シュウィンガーによって場の量子論的に定式化され、真空崩壊率が求められた。
シュウィンガー効果は電場の存在による真空（粒子数0の状態）の崩壊と考えることができる。真空崩壊という概念は無から何かが生まれるということを示唆するが、物理的な保存則（電荷保存則、エネルギー保存則など）は依然として保たれている。電荷保存則は、生成される粒子-反粒子対（典型的には電子-陽電子）の電荷が反対になっていることから全体として中性であり、保たれる。
エネルギー保存則より、電子-陽電子対が生成されると、電場は {\displaystyle 2m_{\text{e}}c^{2}}に等しい量のエネルギーを失う。ここで{\displaystyle c}は光速、{\displaystyle m_{e}}は 電子質量である。各対において、電子と陽電子は反対の速度とスピンを持って生成されるため、運動量と角運動量もやはり保存する。実際には、電子と陽電子はほぼ静止した状態で生成され、その後電場によって互いに逆方向に加速されて離れていくと考えられている。

## 数学的記述
一様定常電場におけるシュウィンガー対生成は、単位（時空）体積あたり一定の確率で起こり、慣習的に{\displaystyle \Gamma }と表記される。真空崩壊率の主要項（1-loop）はシュウィンガー によって初めて計算され、次の式で表される。
{\displaystyle \Gamma ={\frac {(eE)^{2}}{4\pi ^{3}\hbar ^{2}c}}\sum _{n=1}^{\infty }{\frac {1}{n^{2}}}\exp \left\{-{\frac {\pi m^{2}c^{3}n}{\hbar eE}}\right\}}
ここで、{\displaystyle m}は電子質量、{\displaystyle e}は素電荷、{\displaystyle E}は電場強度である。この式は{\displaystyle eE=0}周りでテイラー展開できず、この効果の非摂動性を示している。ファインマン図を用いると、以下に示すような、1つの電子ループと、エネルギーゼロである任意個の外部光子脚を含む無限個の図を合計することで、シュウィンガー対生成率を導くことができる。

シュウィンガー対生成に関連するファインマン図の無限和。

## 実験的検証
量子電磁気学における元来のシュウィンガー効果は、極めて強い電場強度が必要となるため、現在まで観測されていない。電場強度がシュウィンガー限界（約{\displaystyle 10^{18}} V/m）を下回ると、対生成は指数関数的に抑制される。現在および計画中のレーザー施設では、これは実現不可能なほど強い電場強度であるため、このプロセスを増幅し、観測に必要な電場強度を低減するための様々なメカニズムが提案されている。
対生成率は時間依存の電場中で著しく増加する可能性があり、これはELI（Extreme Light Infrastructure）などの高強度レーザー実験によって追求されている。もう1つの可能性は、それ自体が強い電場を生じる高電荷の原子核を考慮することである。
電磁双対性により、シュウィンガー効果に対応する磁気的効果は、もし存在するならば、磁気単極子を生成するはずである。大型ハドロン衝突型加速器を使用したMoEDAL実験による探索では、単極子は検出されず、分析では、95%の信頼度水準で単極子質量の下限が75 GeV/c2であると示された。
2022年1月、アンドレ・ガイム率いる英国立グラフェン研究所の研究者とその共同研究者らは、六方晶窒化ホウ素（G/hBN）上のグラフェン超格子とねじれ二層グラフェン（TBG）超格子のディラック点において、電子-正孔間におけるシュウィンガー効果の類似過程を観測したと報告した。ツェナー=クライン・トンネル効果（ツェナー効果とクライン・トンネル効果の混合）としての解釈も行われている。2023年6月、パリのエコール・ノルマル・シュペリュール（Ecole Normale Supérieure）の研究者とその共同研究者らは、ドープグラフェントランジスタにおける１次元構造中でのシュウィンガー効果（に対応する効果）による対生成率の定量測定を報告した。

## 引用
1. ↑  Sauter, Fritz (1931). “Über das Verhalten eines Elektrons im homogenen elektrischen Feld nach der relativistischen Theorie Diracs” (ドイツ語). Zeitschrift für Physik (Springer Science and Business Media LLC) 69 (11–12):  742–764. Bibcode: 1931ZPhy...69..742S. doi:10.1007/bf01339461. ISSN 1434-6001.
2. ↑  Heisenberg, W.; Euler, H. (1936). “Folgerungen aus der Diracschen Theorie des Positrons” (ドイツ語). Zeitschrift für Physik 98 (11–12):  714–732. arXiv:physics/0605038. Bibcode: 1936ZPhy...98..714H. doi:10.1007/bf01343663. ISSN 1434-6001.
3. 1 2  Schwinger, Julian (1951-06-01). “On Gauge Invariance and Vacuum Polarization”. Physical Review (American Physical Society (APS)) 82 (5):  664–679. Bibcode: 1951PhRv...82..664S. doi:10.1103/physrev.82.664. ISSN 0031-899X.
4. ↑  A.I. Nikishov (1970). “Pair Production by a Constant External Field”. Journal of Experimental and Theoretical Physics 30:  660.
5. ↑  Brezin, E.; Itzykson, C. (1970-10-01). “Pair Production in Vacuum by an Alternating Field”. Physical Review D (American Physical Society (APS)) 2 (7):  1191–1199. Bibcode: 1970PhRvD...2.1191B. doi:10.1103/physrevd.2.1191. ISSN 0556-2821.
6. ↑  Ringwald, A. (2001). “Pair production from vacuum at the focus of an X-ray free electron laser”. Physics Letters B 510 (1–4):  107–116. arXiv:hep-ph/0103185. Bibcode: 2001PhLB..510..107R. doi:10.1016/s0370-2693(01)00496-8. ISSN 0370-2693.
7. ↑  Popov, V. S. (2001). “Schwinger mechanism of electron–positron pair production by the field of optical and X-ray lasers in vacuum”. Journal of Experimental and Theoretical Physics Letters (Pleiades Publishing Ltd) 74 (3):  133–138. Bibcode: 2001JETPL..74..133P. doi:10.1134/1.1410216. ISSN 0021-3640.
8. ↑  I. C. E. Turcu; F. NEGOITA (2016). “High field physics and QED experiments at ELI-NP”. Romanian Reports in Physics 68:  S145-S231 2020年1月11日閲覧。1
9. ↑  Müller, C.; Voitkiv, A. B.; Grün, N. (2003-06-24). “Differential rates for multiphoton pair production by an ultrarelativistic nucleus colliding with an intense laser beam”. Physical Review A (American Physical Society (APS)) 67 (6):  063407. Bibcode: 2003PhRvA..67f3407M. doi:10.1103/physreva.67.063407. ISSN 1050-2947.
10. ↑  Affleck, Ian K.; Manton, Nicholas S. (1982). “Monopole pair production in a magnetic field”. Nucl. Phys. B 194 (1):  38–64. Bibcode: 1982NuPhB.194...38A. doi:10.1016/0550-3213(82)90511-9.
11. ↑  Acharya, B.; Alexandre, J.; Benes, P.; Bergmann, B.; Bertolucci, S.; Bevan, A.; Branzas, H.; Burian, P. et al. (2022-02-02). “Search for magnetic monopoles produced via the Schwinger mechanism”. Nature (Springer Science and Business Media LLC) 602 (7895):  63–67. Bibcode: 2022Natur.602...63A. doi:10.1038/s41586-021-04298-1. hdl:11585/852746. ISSN 0028-0836. PMID 351107565
12. ↑  Vandecasteele, Niels; Barreiro, Amelia; Lazzeri, Michele; Bachtold, Adrian; Mauri, Francesco (2010-07-20). “Current-voltage characteristics of graphene devices: Interplay between Zener–Klein tunneling and defects” (英語). Physical Review B 82 (4):  045416. arXiv:1003.2072. Bibcode: 2010PhRvB..82d5416V. doi:10.1103/PhysRevB.82.045416. hdl:10261/44538. ISSN 1098-0121.
13. ↑  Berdyugin, Alexey I.; Xin, Na; Gao, Haoyang; Slizovskiy, Sergey; Dong, Zhiyu; Bhattacharjee, Shubhadeep; Kumaravadivel, P.; Xu, Shuigang et al. (2022-01-28). “Out-of-equilibrium criticalities in graphene superlattices” (英語). Science 375 (6579):  430–433. arXiv:2106.12609. Bibcode: 2022Sci...375..430B. doi:10.1126/science.abi8627. ISSN 0036-8075. PMID 35084955.
14. ↑  “Schwinger effect seen in graphene” (英語). Physics World (2022年3月25日). 2022年3月28日閲覧。
15. ↑  “Physicists Prove You Can Make Something out of Nothing by Simulating Cosmic Physics” (英語). The Debrief (2022年9月19日). 2023年2月27日閲覧。
16. ↑  Schmitt, A.; Vallet, P.; Mele, D.; Rosticher, M.; Taniguchi, T.; Watanabe, K.; Bocquillon, E.; Fève, G. et al. (2023-06-15). “Mesoscopic Klein-Schwinger effect in graphene” (英語). Nature Physics 19 (6):  830–835. arXiv:2207.13400. Bibcode: 2023NatPh..19..830S. doi:10.1038/s41567-023-01978-9. ISSN 1745-2473.